# ناحیه امبرس، شهرستان ادگار، ایلینوی
ناحیه امبرس (به انگلیسی: Embarrass Township) یک منطقهٔ مسکونی در ایالات متحده آمریکا است که در شهرستان ادگار، ایلینوی واقع شده‌است. ناحیه امبرس ۲۰۴ متر بالاتر از سطح دریا واقع شده‌است.